# 从圣乔治马焦雷看到的总督宫
《从圣乔治马焦雷看到的总督宫》（The Doge's Palace Seen from San Giorgio Maggiore）是法国画家克洛德·莫奈的一幅油画，绘于1908年，画幅为65.4 cm × 92.7 cm，现藏于纽约大都会艺术博物馆。 这幅画编号 W1755，是莫奈这一题材的的六个版本之一。其他版本藏于蘇黎世美術館和所羅門·古根漢美術館.

## 創作背景
1908年，莫奈在游览威尼斯期间，开始创作这部作品。他带着许多未完成的作品返回法国家中，花了几年时间，准备了29幅作品用于展览。1912年，他在巴黎的伯恩海姆-热纳画廊（Bernheim-jeune）成功举办了展览“克洛德·莫奈·威尼斯”（Claude Monet Venise）。
其中六幅画是为了捕捉一天中创造的不同光效果而创作的。莫奈经常复制同一件艺术品；称为系列绘画。他的系列绘画源于早期职业生涯，他和其他印象派画家对“外光主义”感兴趣的，受到光线变化的影响。
《总督宫》是在他已经确立了自己的艺术风格后，在职业生涯的后期完成的，但这幅作品被认为不太成功，因为他在威尼斯的时间很短，而且他必须在巴黎凭记忆完成系列作品。。  
作品描绘总督宫，这是威尼斯的一处标志建筑，威尼斯共和国政府所在地，以及沿着斯拉夫人堤岸的建筑。取景地是在大聖喬治島。

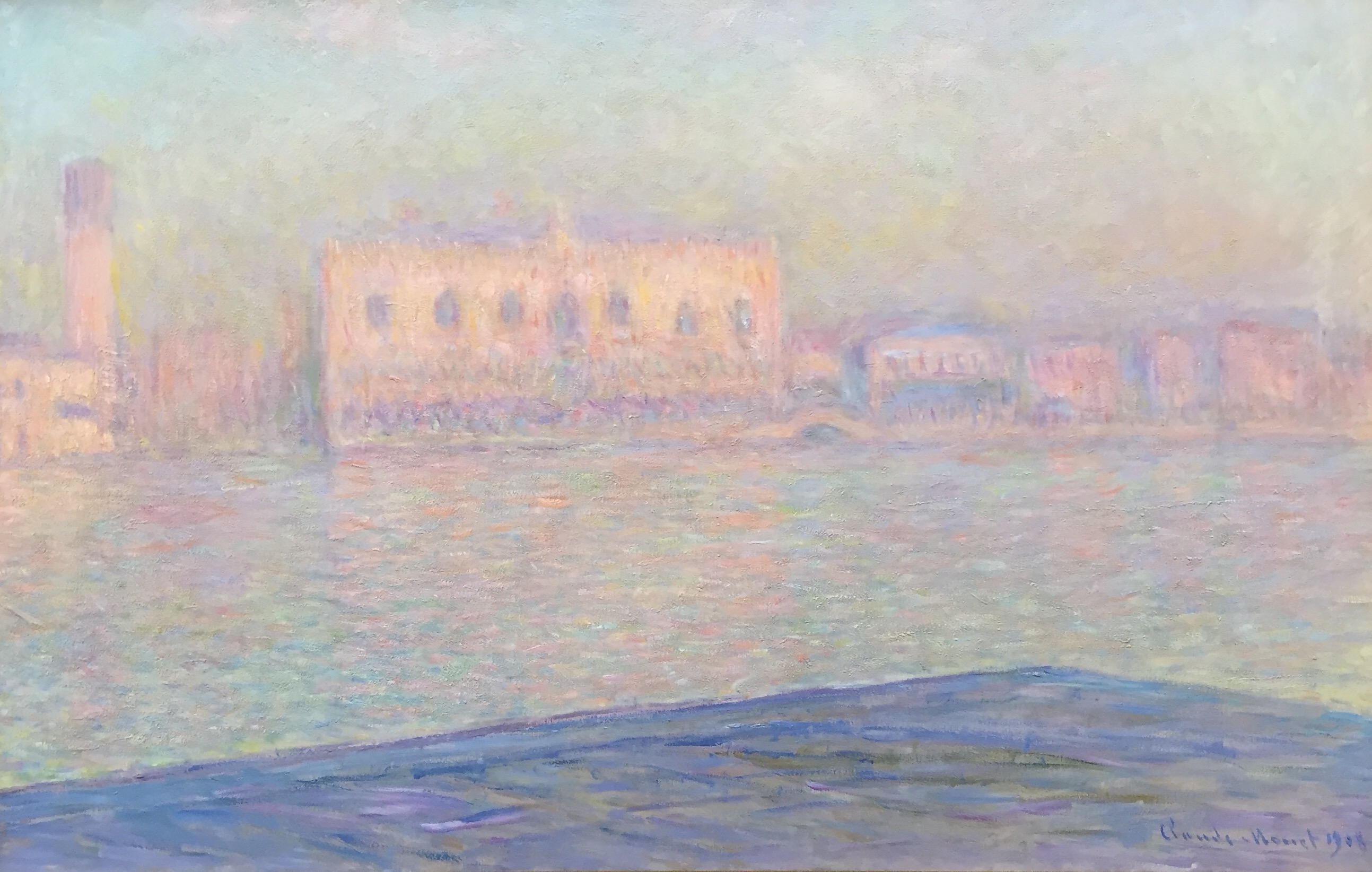
苏黎世版本, W1751
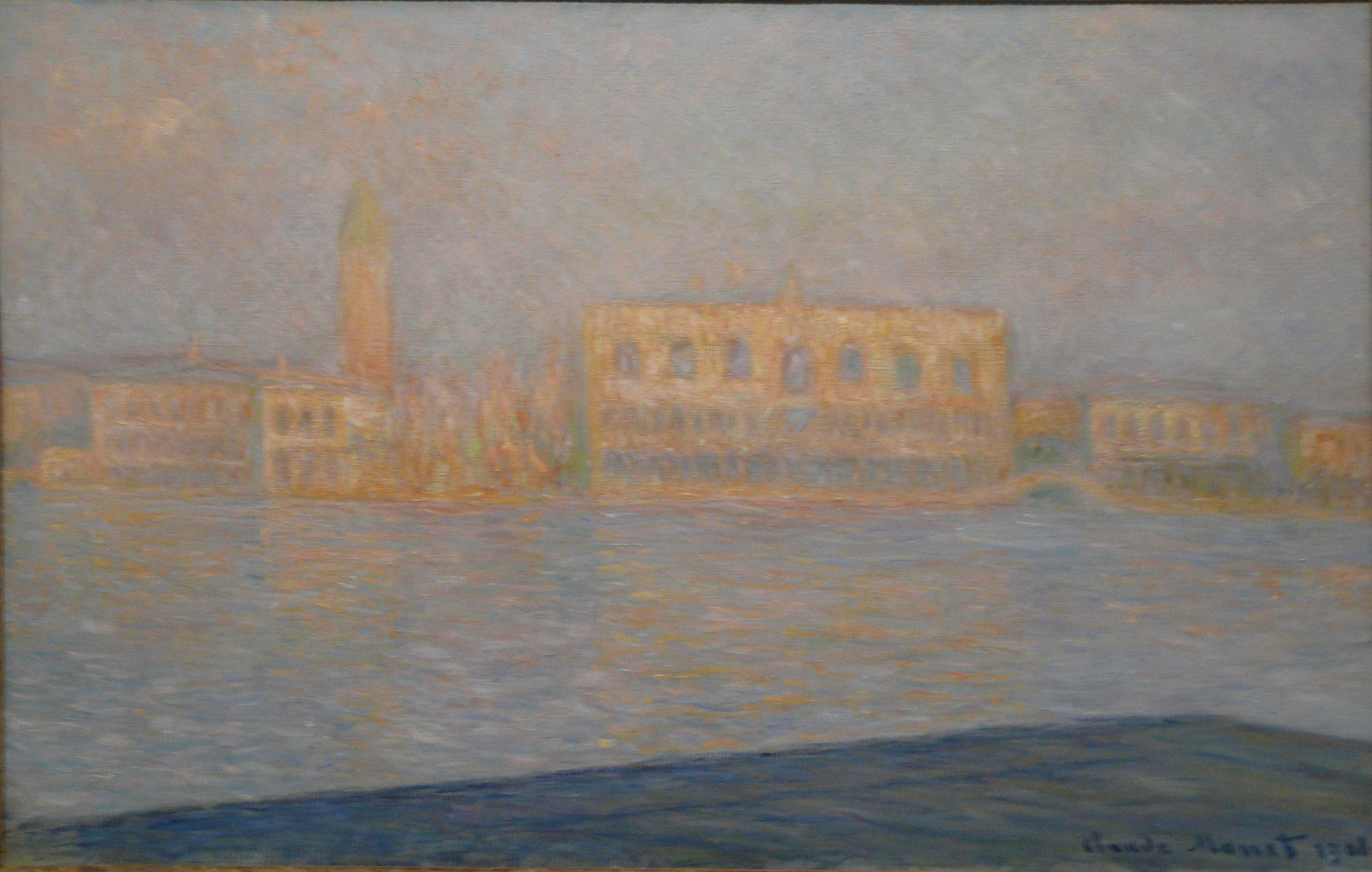
所羅門·古根漢美術館版本